# Hůry
Hůry (deutsch Hurr) ist eine Gemeinde in Tschechien. Sie liegt sechs Kilometer nordöstlich des Stadtzentrums von České Budějovice in Südböhmen und gehört zum Okres České Budějovice.

## Geographie

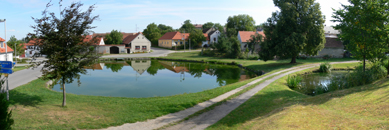
Dorfplatz

Hůry befindet sich in der Quellmulde des Baches Hůrský potok in der Lischauer Schwelle. Nördlich des Dorfes fließt der Bach Stoka, der östlich von Hůry im Teich Hůrský rybník gestaut wird. Im Nordosten erhebt sich der Větrník (568 m) und östlich die Baba (578 m). Im Norden verläuft die vierspurig ausgebaute Silnice I/34 (ein Teil der Europastraßen 49 und 551) zwischen České Budějovice und Lišov. Im Nordwesten des Gemeindegebiets bildet diese mit der Dálnice 3 ein Autobahnkreuz.
Nachbarorte sind Libníč im Norden, Na Haldách, Levín und Lišov im Nordosten, Na Klaudě, Samoty, Slabce und Štěpánovice im Osten, Hvozdec, Zvíkov und Jivno im Südosten, Adamov und Vesce im Süden, Vráto, Nové Vráto, Světlík und Husova kolonie im Südwesten, Nemanice im Westen sowie Úsilné und Borek im Nordwesten.

## Geschichte
Die älteste Nachricht über das Dorf stammt aus dem Jahre 1350. Erstmals schriftlich erwähnt wurde Německé Hory im Jahre 1378, als König Karl IV. einen Teil der Frauenberger Herrschaft mit dem Städtchen Lišov sowie den umliegenden Dörfern an Johann Khun von Liechtenberg verpfändete. Das bäuerliche Dorf bestand zu dieser Zeit aus sechs landadeligen Gütern und einem Freigut.
Während der Hussitenkriege gehörte Oselno wieder zur Herrschaft Frauenberg, Pfandbesitzer waren die Herren von Lobkowitz. Georg von Podiebrad löste die verpfändete Herrschaft wieder aus. Nach dessen Tode wurde Frauenberg an verschiedene Besitzer, darunter ab 1490 an Wilhelm II. von Pernstein, pfandweise überlassen. Im Jahre 1550 begann der Silberbergbau auf der Elias Fundgrube. 1562 verkaufte König Ferdinand I. die Herrschaften Frauenberg und Protivín erblich an Joachim von Neuhaus. Drei Jahre später erbte dessen Sohn Adam den Besitz. Nachdem dieser die alten Privilegien seiner Untertanen zu beschneiden suchte, kam es 1581 in Hory zu einem Bauernaufstand. Kaiser Rudolf II. bekräftigte daraufhin die alten Freiheiten. 1598 verkaufte Joachim Ulrich von Neuhaus die Herrschaft an seinen Gläubiger Bohuslav Malovec von Malovice auf Dříteň. Zu Zeiten Kaiser Rudolf II. erreichte das St. Elias-Werk seine wirtschaftliche Blüte und erbrachte jährlich 1.600 Zentner Reinsilber.
Im Jahre 1617 bestand das Dorf aus 28 Anwesen, darunter waren sechs Ganzhüfnern, sieben Dreiviertelhüfner, fünf Halbhüfner und vier Chalupner. Wegen der Beteiligung am Ständeaufstand 1618 wurden die Güter der Malovec von Malovice nach der Schlacht am Weißen Berg konfisziert und die Herrschaft 1623 an Baltasar von Marradas übereignet, der sie rekatholisieren ließ. Bartolomäus von Marradas verkaufte die Herrschaft am 1. Oktober 1661 an Johann Adolf I. von Schwarzenberg. 1678 begannen J. Bergl und Adolf Ranager westlich des Dorfes mit der Ausbeutung einer Anthrazitlagerstätte. Ab 1685 unterstand das Dorf der Niederen Gerichtsbarkeit des Richters von Libnitsch. Die Grube St. Elias wurde 1725 stillgelegt. Bei der Einführung der Hausnummern im Jahre 1785 bestand der Ort aus 42 Häusern und hatte 352 Einwohner. Seit 1786 ist das Dorf nach Libnitsch eingepfarrt. Im selben Jahre wurde an der Anthrazitgrube mit Wachstube eröffnet. Die erste Dorfschule wurde 1788 eingerichtet. Im Jahre 1840 bestand Hur / Hurr aus 41 Häusern mit 351 Einwohnern. Im Ort bestand ein Wirtshaus. Pfarrort war Libnitsch. Bis zur Mitte des 19. Jahrhunderts blieb das Dorf immer der Herrschaft Frauenberg untertänig.
Nach der Aufhebung der Patrimonialherrschaften wurde dem Markt Adamstädtel sowie den Dörfern Hur / Hurr, Gieben und Woselno 1848 die Marktgemeinde Hurr gebildet, die ab 1850 zum Bezirk Budweis und dem Gerichtsbezirk Lischau gehörte. Im Jahre 1878 wurde in Hurr ein eigener Friedhof geweiht. 1890 bestand das Dorf aus 69 Häusern und hatte 438 Einwohner. Gieben und Woselno lösten sich 1891 von Hur los. 1899 bildete sich die Freiwillige Feuerwehr. Im selben Jahre konsolidierten die Gewerken der Umgebung zur Rudolfstädter Erzbergbaugewerkschaft mit Sitz in Budweis, die 1944 aufgelöst wurde. Die 1899 wiederaufgenommene Grube Schwarzenberg, ehemals St. Elias, wurde 1909 wegen Erschöpfung stillgelegt. 1910 lebten in der Marktgemeinde Hůry / Hurr 1206 Tschechen und 52 Deutsche, im gleichnamigen Ortsteil waren es 513 Tschechen und zehn Deutsche.
Infolge des jahrhundertelangen Bergbaus versiegten die meisten Brunnen. Der einzige Trinkwasserbrunnen ist der Štůle, der sein Wasser in vier Metern Tiefe über den Elias Erbstollen aus der Grube St. Elias bezieht. Vor der Errichtung des Wasserwerkes Adamov-Hůry, das seit 1911 Adamov und des östlichen Teils von Hůry versorgt, mussten die Bewohner von Adamov ihr Trinkwasser aus dem einen Kilometer entfernten Brunnen Štůle holen. Im Jahre 1920 lebten in den 74 Häusern von Hurr 464 Personen. 1922 lehnte die Gemeinde ein Angebot der Jihočeské elektrotechnické montážní dílny „Elma“, spol. SRO Hluboká nad Vltavou zur Errichtung einer Stromversorgung ab. Adamov löste sich im Mai 1922 von Hůry los, damit gingen auch die Rechte als Minderstadt wieder auf Adamov über. Nach der Einstellung des Bergbaus, zu dessen Wiederbelebung zwar verschiedene nie realisierte Pläne vorgelegt wurden, mutete die Gemeinde 1927 die Elias Stollenwasser. Seit dieser Zeit dient der Stollen der Trinkwasserversorgung von Hůry und der Stadt České Budějovice. Im Jahre 1940 wurde Hůry an das Elektrizitätsnetz angeschlossen. Am 24. März 1943 wurden Jivno, Libníč und Jelmo eingemeindet, dies wurde nach dem Ende des Zweiten Weltkrieges wieder aufgehoben. Im Jahre 1958 war Hůry auf 102 Häuser angewachsen und hatte 338 Einwohner. Am 1. Januar 1976 erfolgte die Eingemeindung nach Rudolfov. Nach einem Referendum löste sich Hůry zum 24. November 1990 wieder von Rudolfov los und bildete eine eigene Gemeinde.

## Gemeindegliederung
Für die Gemeinde Hůry sind keine Ortsteile ausgewiesen. Zu Hůry gehören die Ortslagen Horní und K Lesu.

## Bevölkerungsentwicklung
| Jahr      | 1869 | 1880 | 1890 | 1900 | 1910 | 1921 | 1930 | 1950 | 1961 | 1970 | 1980 | 1991 | 2001 | 2011 | 2021 |
| --------- | ---- | ---- | ---- | ---- | ---- | ---- | ---- | ---- | ---- | ---- | ---- | ---- | ---- | ---- | ---- |
| Einwohner | 401  | 418  | 450  | 476  | 523  | 489  | 528  | 332  | 334  | 312  | 368  | 388  | 418  | 559  | 610  |

## Sehenswürdigkeiten

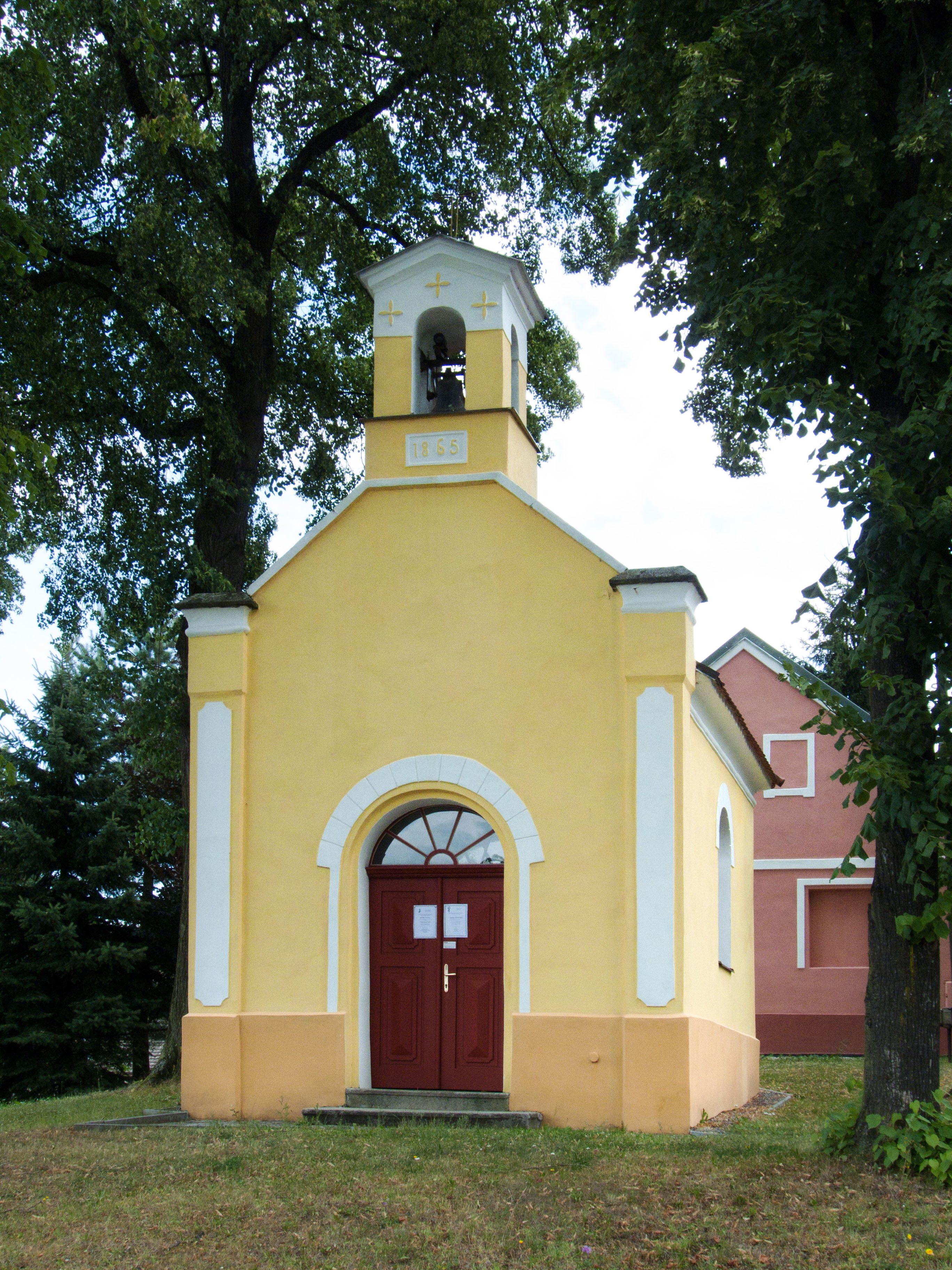
Kapelle des hl. Florian

- Kapelle des hl. Florian, erbaut 1876
- Ehemalige Silbergrube St. Elias
- Steinernes Kreuz auf dem Dorfplatz, gestiftet 1905 von der Familie Poncarov
- Gehöfte im Bauernbarockstil